# Avermectina

As avermectinas são uma série de drogas usadas para tratar vermes parasitas. Elas são derivados de lactona macrocíclica de 16 membros com potentes propriedades anti-helmíntico e inseticidas. Estes compostos que ocorrem naturalmente são gerados como produtos de fermentação por Streptomyces avermitilis, um actinomiceto.
Metade do Prêmio Nobel de Fisiologia ou Medicina de 2015 foi concedido a William Cecil Campbell e Satoshi Ōmura pelo descobrimento da terapia com avermectina, os derivados dos quais reduziram radicalmente a incidência de cegueira do rio e filariose linfática, além de mostrar eficácia contra um número em expansão de outras doenças parasitárias. A descoberta da avermectina para tratamento propiciou o desenvolvimento de uma droga ainda mais potente, a ivermectina, usada em humanos para o eficaz tratamento das verminoses.